# Kalidou Koulibaly
Kalidou Koulibaly (* 20. června 1991 Saint-Dié-des-Vosges) je senegalský profesionální fotbalista francouzského původu, který působí v saúdském klubu Al Hilal FC. Na mládežnické úrovni reprezentoval Francii, v seniorské kategorii reprezentuje Senegal.
Se Senegalem se probojoval do finále Afrického poháru národů 2019, do toho však kvůli obdrženým kartám nemohl nastoupit a Senegal následně podlehl Alžířsku.

## Klubová kariéra
S profesionálním fotbalem začal ve francouzském klubu FC Metz, odkud v létě 2012 přestoupil do belgického KRC Genk.

### Neapol
Do italského klubu SSC Neapol přišel v létě 2014. Neapoli se nepodařilo proniknout do základní skupiny Ligy mistrů UEFA 2014/15, Koulibaly se tak představil v základní skupině I Evropské ligy, kde se kampánský klub střetl s AC Sparta Praha (Česko), ŠK Slovan Bratislava (Slovensko) a BSC Young Boys (Švýcarsko). S týmem postoupil do jarního šestnáctifinále EL.
Dne 22. prosince 2014 získal s Neapolí italský Superpohár po výhře v penaltovém rozstřelu nad Juventusem, hrálo se v katarském Dauhá. Koulibaly proměnil rozhodující penaltu.
Koulibalyho sice v průběhu léta oslovila nabídka z londýnské Chelsea, vedení italského celku ovšem mělo v plánu ho udržet a to se mu povedlo, v září 2019 navíc došlo na prodloužení smlouvy do června 2021.
Neapol zahájila ligovou sezónu 2017/18 nadějně a po pěti kolech držela první místo a maximum 15 bodů. Právě v 5. kole se Koulibaly gólově prosadil a přispěl k výhře 4:1 venku 20. září na Laziu. Další gól dopravil do sítě Cagliari v 7. kole, které se hrálo první den v říjnu a Neapol vyhrála 3:0. Neapol tímto zaznamenala rekordní sérii sedmi ligových výher za sebou. Série výher byla ukončena 21. října Interem Milán (10. kolo), který v Neapoli dokázal remizovat 0:0. Ve 34. kole italské ligy 22. dubna 2018 se gólově prosadil na půdě Juventusu přesnou hlavičkou v 90. minutě. Neapol se vítězstvím 1:0 přiblížila Juventusu na bod se čtyřmi zápasy do konce soutěže. V kole následujícím ale Koulibaly Neapoli nepomohl, na hřišti Fiorentiny totiž po šesti minutách obdržel červenou kartu a Neapol týmu La Viola podlehla 0:3. Další ligový zápas proti Turínu FC tak nemohl ovlivnit, bez něj Neapol remizovala doma 2:2. Ve 36. kole byl již zpátky v sestavě a povedeným výkonem se zaskvěl proti Sampdorii a jeho tým vyhrál 2:0. Juventus ale předchozích zaváhání Neapole využil a získal pro sebe Scudetto, trenér Maurizio Sarri tak na trofej nedosáhl. Neapol tedy skončila v lize druhá. O budoucnosti Koulibalyho se v létě hodně spekulovalo v souvislosti s možným stěhováním do Chelsea. Ta nebyla jediným anglickým nápadníkem, jelikož o realizaci transferu následně usiloval Manchester United. Koulibaly však veškeré spekulace utnul v srpnu, když podepsal nový pětiletý kontrakt s italským klubem.
Ačkoli ani v sezóně 2018/19 s Neapolí nezískal Scudetto (italský mistrovský titul), došel si pro individuální ocenění – byl totiž zvolen nejlepším obráncem v Serii A za daný ročník.
V pohárovém finále o Coppu Italia hraném 17. června 2020 čelil Koulibaly mužstvu Juventusu. Neapol pohár získala, poté co uspěla 4:2 v penaltovém rozstřelu.
Koulibaly se s Neapoli rozloučil po dlouhých osmi letech, když odešel do Chelsea, která o něj přitom poprvé projevila zájem již roku 2016. Všesti z osmi let pod jeho dohledem patřila mezi tři nejlepší defenzívy v Serii A. Za toto období byl hned čtyřikrát zvolen do oficiálního týmu sezony, v čemž ho předčí pouze Gianluigi Buffon a Giorgio Chiellini.

### Chelsea
V létě 2022 přestoupil Kalidou Koulibaly do londýnské Chelsea, kde měl nahradit odcházejícího Antonia Rüdigera a připojil se ke krajanovi ze Senegalu Édouardovi Mendymu. Blues měli za afrického obránce se všemi bonusy zaplatit až 40 milionů eur. Koulibaly podepsal smlouvu na čtyři roky s opcí na další.
Koulibaly debutoval v novém dresu 6. srpna 2022, kdy pomohl Chelsea k výhře na půdě Evertonu, zápas však nedohrál vinou zranění. Svůj první gól vstřelil při domácím debutu na Stamford Bridge o týden později, a to při remíze 2:2 s Tottenhamem. Koulibaly nedohrál úvodní čtvrtfinále Ligy mistrů na hřišti Realu Madrid, když kvůli zdravotním problémům střídal v 55. minutě. Obránce Chelsea čekala několikatýdenní pauza, kvůli níž přišel i o odvetu čtvrtfinále Ligy mistrů.

### Al Hilal
Koulibaly v létě 2023 přestoupil do saúdského klubu Al Hilal, se kterým podepsal tříletou smlouvu.

## Reprezentační kariéra

### Francie
Koulibaly působil v mládežnickém výběru Francie v kategorii U20.

### Senegal
V A-mužstvu Senegalu debutoval v roce 2015.
Byl jednou z opor Senegalu na Africkém poháru národů 2019, kde se jeho tým probojoval do finále. Do toho však kvůli obdrženým kartám nemohl nastoupit a Senegal následně podlehl Alžířsku.
Představil se na pro Senegal třetím světovém mistrovství, které v listopadu a prosinci 2022 pořádal Katar. Při absenci hvězdného útočníka Sadia Maného byl hlavní oporou a nosil kapitánskou pásku. Úvodní skupinové utkání 21. listopadu prohrál Senegal s Nizozemskem 0:2. O čtyři dny později nastoupil k vítěznému utkání proti pořadatelům z Kataru, který byl v důsledku porážky 1:3 prvním vyřazeným týmem turnaje. Dne 29. listopadu potřeboval Koulibaly ve třetím skupinovém utkání se svými spoluhráči porazit Ekvádor. Za nerozhodného stavu vstřelil vítězný gól na 2:1 a svůj první gól za národní tým. Afričané postoupili do osmifinále.

## Úspěchy

### Klubové

#### KRC Genk
- 1× vítěz belgického poháru – 2012/13

#### SSC Neapol
- 1× vítěz Coppa Italia – 2019/20
- 1× vítěz Supercoppa italiana – 2014

### Reprezentační

#### Senegal
- 1× finalista Afrického poháru národů – 2019

### Individuální
- Nejlepší jedenáctka Serie A – 2015/16,[32] 2016/17,[33] 2017/18,[34] 2018/19[35]
- 2× Senegalský fotbalista roku – 2017, 2018

Zdroj: